# Луговская, Нина Сергеевна
Ни́на Серге́евна Луговска́я (25 декабря 1918, Москва — 27 декабря 1993, Владимир) — советский живописец, театральный художник, автор знаменитого антисталинского дневника школьных лет (1932—1937).

## Биография
Отец — Сергей Фёдорович Рыбин (1885—1937; с 1917 — Рыбин-Луговской), эсер с 1900 года, член ЦК партии левых эсеров, четырежды арестовывался, был в сибирской ссылке, вёл активную политическую деятельность после революции, снова подвергался арестам, ссылкам и высылкам (1919, 1929—1932, 1935, 1936). 1 августа 1937 года Военной коллегией Верховного суда СССР приговорён к расстрелу. Мать Любовь Васильевна (1887—1949) — педагог, преподавательница математики. Нина училась в художественной студии Серпухова.
В 1937 году с родителями и двумя старшими сёстрами Евгенией и Ольгой Нина Луговская была арестована по обвинению в контрреволюционной деятельности и приговорена к пяти годам лагерей. При этапировании встречалась с Евгенией Гинзбург (о чём та вспоминает в своей книге «Крутой маршрут»). Отбывала срок на Колыме (Севвостлаг). После освобождения в 1942 году вышла замуж за художника Виктора Темплина, также арестованного в 1937 году и осуждённого на пять лет лагерей.
Работала художником в театрах Магадана, Стерлитамака, в Пермской области. В Магаданском театре познакомилась с художником Василием Шухаевым, в дальнейшем считала себя его ученицей. Участвовала в художественных выставках. С 1957 года жила во Владимире. Реабилитирована в 1963 года после личного письма Никите Хрущёву.
В 1977 году вступила в Союз художников СССР; в том же году состоялась её первая персональная выставка.
Похоронена на Улыбышевском кладбище под Владимиром. Там же похоронен супруг Нины Луговской Виктор Темплин, умерший в 1994 году.

## Дневник
Дневник Луговской был обнаружен в материалах её следственного дела сотрудниками общества «Мемориал» в 2001 году. Напечатанный с пометками следователей НКВД, вышел в России тремя изданиями, был переведён на многие языки, включая китайский, имел огромный успех за рубежом (значительно больший, чем на родине), автора называли «русской Анной Франк», по её дневнику писали сочинения школьники. Активное участие в публикациях дневника и привлечении к нему общественного внимания приняли Людмила Улицкая, Витторио Страда, Елена Костюкович, Шейла Фицпатрик, общество «Мемориал», радиостанции «Свобода» и «Би-би-си».
В 2015 году вышла вторая часть дневников Нины Луговской, которые она вела до 1993 года.

## Художественное наследие
Картины Нины Луговской и Виктора Темплина хранятся во многих российских и зарубежных частных и государственных собраниях, в том числе в Музее имени А. Д. Сахарова в Москве. Картины художницы украшают главный читальный зал Областной научной библиотеки города Владимира.